# Блок, Дебора
Де́бора Блок (порт.-браз. Débora Bloch; род. 29 мая 1963, Белу-Оризонти) — бразильская актриса и театральный режиссёр.

## Биография
Дебора Блок родилась 29 мая 1963 года в Белу-Оризонти (штат Минас-Жерайс, Бразилия) в семье актёра Жонаса Блока и его жены Ребеки Блок, потомков еврейских эмигрантов из Украины. У актрисы есть младшая сестра — Дени Блок.
В 1980 году состоялся профессиональный дебют Деборы Блок в театре — она заменила «рабыню Изауру» Луселию Сантус в пьесе Одувалду Вианы Фильу «Разбитое сердце». В 1981 году Блок снялась в своём первом сериале «Ирония судьбы», а в 1983 году — в фильмах «Моя любимая Бразилия» и «Ночь в глуши». За последний она получила премию в номинации «Лучшая актриса» на двух кинофестивалях — в Гранаде и в Карфагене. В 1999 году актриса сыграла роль Жулии Монтаны в телесериале «Воздушные замки».
В 1987—1989 годах Блок была замужем за Эдгаром Моура. В 1991—2006 годах состояла в браке с Оливье Анкье и родила двоих детей — сына Хьюго Анкье и дочь Жулию Анкье.